# 阎显
阎显（？—125年12月17日），河南郡荥阳人，东汉政治人物、外戚。
他的妹妹阎姬为汉安帝皇后，阎显被封为长社侯。主管禁军。汉安帝死后，阎显兄妹拥立宗室北乡侯刘懿为帝，阎太后临朝，阎显为车骑将军辅政。少帝刘懿死后，宦官孙程、李刚等19人拥立安帝子济阴王刘保为帝，即汉顺帝，阎显被杀。